# Флаг Праги

Флаг Праги с гербом города

Флаг Праги — наравне с гербом один из официальных символов Праги, столицы Чехии.

## Описание
Флаг Праги представляет собой прямоугольное полотнище с соотношением сторон 2:3, состоящее из двух равновеликих горизонтальных полос красного и жёлтого цветов. Флаг иногда используется с помещённым на него гербом Праги.

## Похожие флаги
Жёлто-красный биколор нередко используется в других областях Чехии и за её пределами. Современный флаг Праги имеет те же цвета что и:
- флаг Моравии
- флаг Ческе-Будеёвице
- флаг Варшавы
- флаг Кунды

Флаги городов Вроцлав и Мельник имеют те же сочетания, только в обратном порядке.

## Флаги административных районов

Прага 1
Прага 2
Прага 3
Прага 4
Прага 5
Прага 6
Прага 7
Прага 8
Прага 9
Прага 10
Прага 11
Прага 12
Прага 13
Прага 14
Прага 15
Прага 16
Прага 17
Прага 18
Прага 19
Прага 20
Прага 21
Прага 22